# Helina hunyuanensis
Helina hunyuanensis är en tvåvingeart som beskrevs av Wang och Xue 1990. Helina hunyuanensis ingår i släktet Helina och familjen husflugor. Inga underarter finns listade i Catalogue of Life.